# Gabriel Argou
Gabriel Argou est un jurisconsulte français. Né dans le Vivarais en 1640, il est décédé à Paris le 25 septembre 1703.

## Biographie
Argou prête le serment d’avocat au Parlement de Paris en 1664 mais ne plaidera jamais en raison d'un problème d'élocution. 

## Œuvres
On lui doit notamment, L’institution du droit français (1692). Cet ouvrage bénéficia d’une excellente réputation et donna lieu à plusieurs rééditions dont la plus connue est celle de Boucher d'Argis en 1788 (2 vol). Argou y résume et condense nettement les principes du droit français, tel que le travail des siècles antérieurs l'avait fait au XVIIIe siècle, et exprimer ainsi le mouvement vers l'unité, vers la fusion des divers éléments de l'ancienne France, qui se manifeste partout à cette époque.